# Ланько Андрій Іванович
Ланько Андрій Іванович (1915 — 1988) — український фізико-географ, кандидат географічних наук, доцент Київського національного університету імені Тараса Шевченка.

## Біографія
Народився 1915 року в селі Кувечичі, тепер Чернігівського району Чернігівської області. Закінчив у 1933 році Городнянський педагогічний технікум. У 1933—1934 навчальному році вчитель Любецької політехнічної школи, у 1934—1935 вчитель географії середньої школи. У 1933—1940 роках навчався на геолого-географічному факультеті Київського університету. У 1940—1941 роках навчався в аспірантурі Київського університету на кафедрі фізичної географії, у 1946—1949 відновив навчання в асп-рі. У 1948—1952 роках працює науковим співробітником Інституту географії при Київському університеті. Кандидатська дисертація захищена у 1950 році. У 1952—1956 роках старший викладач географії, а з 1956 завідувач кафедри географії Київського державного педагогічного інституту. Того ж року переведений у Київський університет на посаду старшого викладача, у 1959—1969 та 1972—1973 роках доцент кафедри фізичної географії.

## Нагороди і відзнаки
Учасник Другої світової війни. Нагороджений орденами: Вітчизняної Війни ІІ ступеня, Червоної зірки, медалями: «За оборону Сталінграда», «За Перемогу над Німеччиною у Великій Вітчизняній війні 1941—1945 рр.».

## Наукові праці
Сфера наукових досліджень обіймала агрокліматичне та фізико-географічне районування території України, ландшафтознавство. Автор понад 60 наукових праць. Основні праці:
1. Агрокліматичне районування Української РСР. — К., 1950.
2. Фізико-географічне районування східного Полісся УРСР. — К., 1950.
3. Фізико-географічне районування лівобережжя Нижнього Дніпра. — К., 1951.
4. Фізико-географічне районування степової зони Української РСР. — К., 1959.
5. Фізико-географічне районування Української РСР. — К., 1968 (у співавторстві).